# Dálnice A4 (Itálie)
Dálnice A4 (italsky Autostrada A4, též Serenissima) je jednou z dálnic v Itálii.
Dálnice A4 se nachází na severu Itálie, spojuje Turín s městem Sistiana nedaleko Terstu u hranic se Slovinskem. Je již celá dokončená, dlouhá 517 km a vede přes území regionů Piemont, Lombardii, Veneto a Furlansko-Julské Benátsko. Patří k těm nejstarším, její první úsek byl otevřen již 25. října 1932.